# Жалдама (река)
Жалдама (каз. Жалдама) — река в Казахстане, протекает в Амангельдинском районе Костанайской области. Правая составляющая реки Тургай. Длина реки составляет 63 км, площадь водосборного бассейна — 8370 км².
Название Жалдама переводится с казахского как наёмная.

## География
Река Жалдама образуется слиянием рек Ащытасты (левая составляющая) и Карынсалды (правая составляющая) у одноимённого села Жалдама. Течёт на юго-запад по открытой местности мимо сёл Амантогай и им. Абу Сыздыкова. Ниже села Амангельды сливается с рекой Кара-Тургай, образуя реку Тургай.
Питание преимущественно снеговое и грунтовое. Среднегодовой расход воды составляет 2,06 м³/с. На реке устроено несколько плотин и насосная станция.